# Caselle in Pittari
Caselle in Pittari – miejscowość i gmina we Włoszech, w regionie Kampania, w prowincji Salerno.
Według danych na rok 2004 gminę zamieszkiwały 2024 osoby, 46 os./km².